# Síndrome da unha esverdeada
A síndrome da unha esverdeada é uma infecção paroniquial bacteriana que pode se desenvolver em indivíduos cujas mãos estão frequentemente submersas em água. Também pode ocorrer como listras verdes transversais que são atribuídas a episódios intermitentes de infecção.:272,791
É mais comumente causada pela bactéria Pseudomonas aeruginosa, que se desenvolve em condições úmidas. A síndrome das unhas verdes está ligada à submersão regular das mãos em água, detergentes e sujeira. Existem várias atividades e lesões que estão ligadas à predisposição para contrair a doença.

## Sintomas
O sintoma mais comum da síndrome da unha esverdeada é a descoloração da unha infectada, pois ela adquire uma coloração verde-escura, devido à secreção dos pigmentos verdes pioverdina e piocianina. O paciente também pode sofrer de sensibilidade ao redor da unha infectada, juntamente com vermelhidão e inchaço.

## Causas

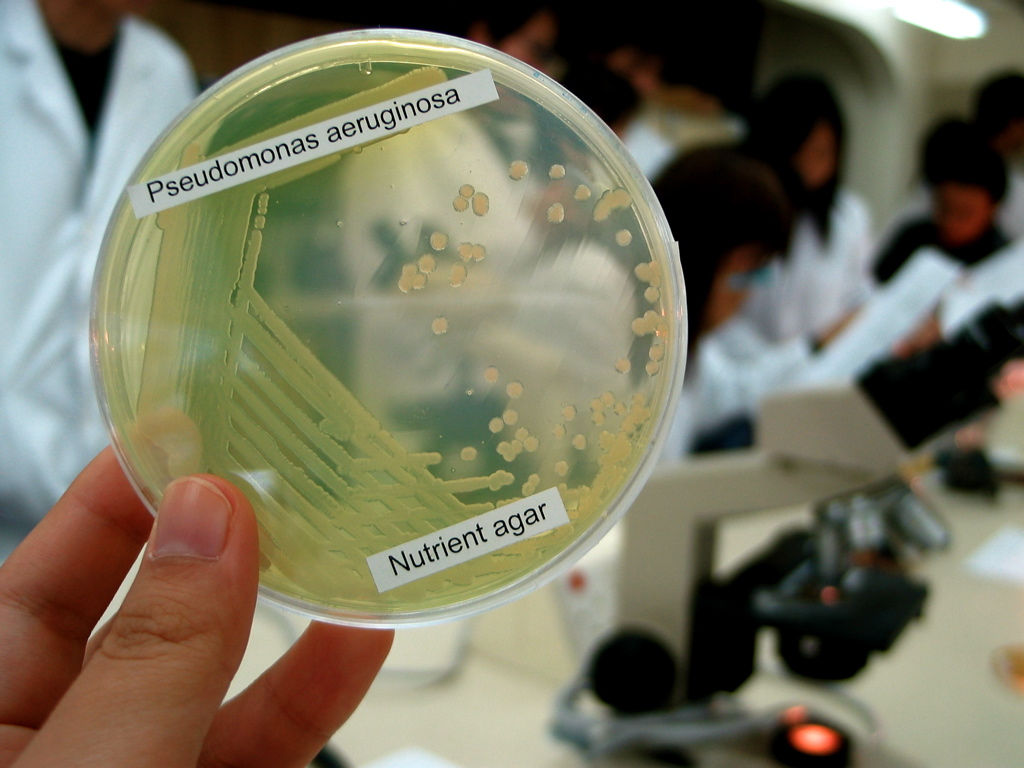
Pseudomonas aeruginosa é uma causa bacteriana comum da síndrome da unha verde

A síndrome da unha verde ocorre quando a unha é exposta a um organismo bacteriano, levando a uma infecção oportunista. A Pseudomonas aeruginosa, a causa mais comum, mas não a única, é frequentemente encontrada na natureza, incluindo fontes de água, seres humanos, animais e solo. Essas bactérias normalmente não sobrevivem em pele seca e saudável, mas prosperam em ambientes úmidos.
A vedação entre a unha e o dedo funciona como uma barreira física para evitar infecções. No entanto, a hiper-hidratação ou a destruição da epiderme podem comprometer essa barreira, permitindo a colonização bacteriana.Predefinição:Medcn A coloração verde da unha ocorre devido à secreção de pigmentos bacterianos como piocianina e pioverdina.

### Fatores de risco
A síndrome da unha verde é rara em indivíduos saudáveis, mas pode ocorrer em pessoas imunocomprometidas, naquelas cujas mãos ficam frequentemente imersas em água ou que apresentam outros problemas ungueais. Idosos e pessoas que sofreram traumas nos dedos ou nas unhas apresentam maior risco de desenvolver a condição.
A síndrome também tem sido associada a manicures, calor, dermatites, ulcerações, oclusões e suor excessivo. O risco de infecção também é maior em jogadores de futebol e militares, devido ao uso prolongado de calçados apertados durante a prática de exercícios. Indivíduos imunossuprimidos e aqueles com barreira epidérmica enfraquecida também apresentam maior suscetibilidade.  
A Pseudomonas pode ser transmitida entre clientes em salões de manicure caso as normas de higiene adequadas não sejam seguidas, permitindo a disseminação da bactéria. O uso de unhas artificiais pode ser um fator contribuinte e levar a um atraso no diagnóstico.
Um trabalhador que manipulava produtos químicos regularmente desenvolveu unhas verdes devido à exposição a essas substâncias. Ele usava luvas de látex na maior parte do tempo, mas ocasionalmente não as utilizava, e o tipo de luva empregada era inadequado, resultando em um ambiente constantemente úmido.
A cloroniquia também pode ser transmitida a pacientes em clínicas por profissionais de saúde, mesmo quando estão usando luvas.

## Diagnóstico
O diagnóstico geralmente pode ser feito a partir de um exame físico da unha. Se necessário, uma coloração de Gram ou cultura bacteriológica de raspagem de unha pode ser realizada para identificar a presença de bactérias.
No entanto, existem deficiências na realização de uma cultura porque a infecção pode estar presente a uma distância do local da unha e, como resultado, retornar um resultado falso negativo. Uma amostra de unha infectada pode ser submersa em água destilada para realizar um teste de solubilidade do pigmento, dentro de 24 horas o líquido ficará com uma cor azul esverdeada indicando a presença de Pseudomonas aeruginosa.

### Diagnóstico errado
A síndrome das unhas esverdeadas pode ser diagnosticada erroneamente como infecções por Aspergillus, melanoma maligno, hematomas subungueais. O uso de corante verde, tinta ou lacas químicas também pode causar confusão.

## Tratamento
Até 2020, não havia estudos controlados e cegos sobre o tratamento da síndrome da unha verde, e até 2021 não existiam diretrizes de tratamento. Manter as unhas secas e evitar imersão excessiva são fatores essenciais. Em alguns casos, pode ser necessária a remoção cirúrgica da unha infectada, como última opção. Independentemente do tratamento adotado, o paciente deve evitar novos traumas na unha infectada.

### Farmacológico

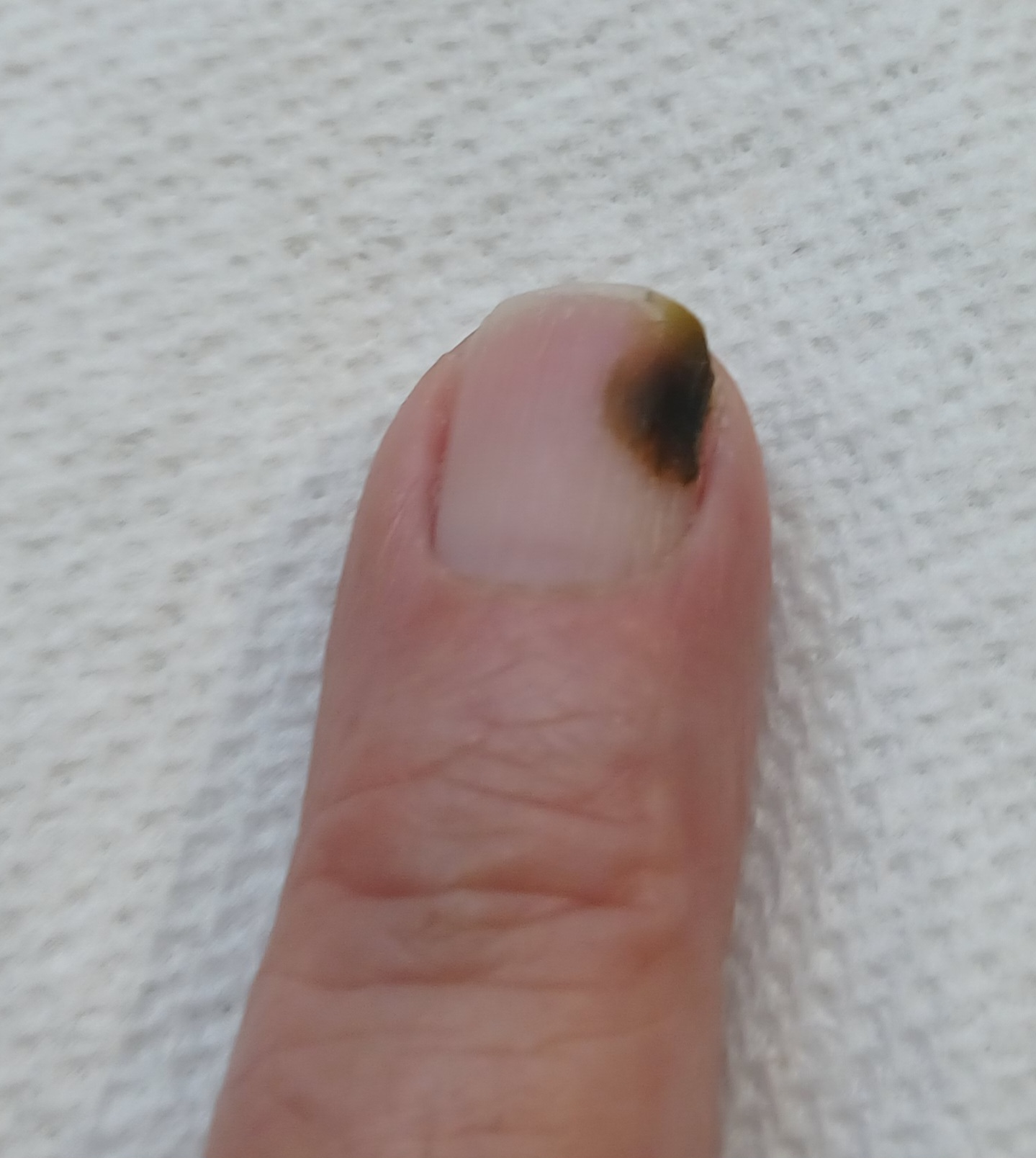
Após o tratamento com antibiótico tópico, a parte descolorida da unha está regredindo

Antibióticos orais raramente são necessários, eficazes ou recomendados por todos os profissionais. Casos moderados de síndrome da unha verde podem ser tratados com antibióticos tópicos (sulfadiazina de prata, gentamicina, ciprofloxacino, bacitracina e polimixina B). Antibióticos orais são usados ocasionalmente quando outras terapias falham. Colírios de tobramicina também são utilizados em alguns casos.

### Alternativo
O tratamento menos invasivo inclui imersão da unha em álcool e cortes regulares para mantê-la seca e evitar a colonização bacteriana. Alguns tratamentos caseiros incluem a imersão das unhas em vinagre (diluído em água na proporção de 1:1) ou em uma solução de água sanitária (diluída em água na proporção de 1:4), em intervalos regulares.